# 800xA
800xA (IndustrialIT System) -  rozproszony system sterowania firmy ABB powszechnie nazywany platformą. Struktura systemu opiera się na koncepcji Aspect ObjectsTM, pozwala to na dowolne kształtowanie uprawnień użytkowników. Pozwala w czasie rzeczywistym na sprawne zarządzanie przedsiębiorstwem.
W skład platformy 800xA wchodzą następujące funkcje:
Operations - intuicyjny interfejs pozwalający na zarządzanie danymi oraz aplikacjami
Engineering - środowisko przeznaczone do inżynierskiego zarządzania cyklem życia automatyzacji od planowania przez konfigurację do pełnego uruchomienia i nadzoru.
Information Management - zawiera wszystkie najważniejsze dane dotyczące systemu.
Batch Management - zawiera narzędzia zarządzania i optimalizacji produkcją
Asset Optimization - oprogramowanie optymalizacji wykorzystujące informacje związane z przedsiębiorstwem. Pomaga zredukować w czasie rzeczywistym koszty produkcji.
Control and I/O - moduł do kontroli oraz zarządzania sprzętem w fabryce.
Fieldbus (Field Device integration) - pakiet do integracji urządzeń, ma na celu minimalizację kosztów.